# Якубов, Владимир Петрович
Владимир Петрович Якубов (8 февраля 1948, Чита — 18 июля 2021, Томск) — советский и российский учёный-физик, доктор физико-математических наук, профессор Томского госуниверситета, заведующий кафедрой радиофизики радиофизического факультета ТГУ, известный специалист в области электродинамики, теории распространения радиоволн, физики солнечного ветра, радиоволновой томографии, методов дистанционного зондирования, теории решения обратных задач и т. д.

## Биография
Родился в 1948 году в городе Чита в семье офицера-фронтовика. Со школьных лет увлекался математическими дисциплинами, занимался на дополнительных курсах дискретного и функционального анализа. Какое-то время тренировался в секции бокса.
После окончания новосибирской средней (физико-математической) школы № 165 в 1965 году поступил на радиофизический факультет Томского госуниверситета. Во время обучения многократно выступал на всесоюзных студенческих конференциях и симпозиумах (в Горьком, Ленинграде и т. д.).
В 1970 году с отличием окончил университет по специальности «радиофизика и электроника»; дипломная работа под названием «Средние поля в случайно-неоднородных средах» была удостоена медали «За лучшую студенческую научную работу» на Всероссийском конкурсе студенческих работ. С 1-го октября 1970 года поступил в аспирантуру кафедры радиофизики радиофизического факультета Томского госуниверситета, и в 1977 году защитил диссертацию на соискание учёной степени кандидата физико-математических наук под названием «Геометрооптический подход в граничных задачах рассеяния волн неровными поверхностями». В период с 1973-го по 1990 год прошёл по всем ступеням научной карьеры начиная с младшего научного сотрудника Сибирского физико-технического института, заканчивая должностью доцента.
В 1992 году защитил докторскую диссертацию «Доплеровская интерферометрия и разнесённый приём со сверхбольшой базой при просвечивании околосолнечной плазмы». В 1993 году получил звание профессора и в 1994 году занял должность заведующего кафедрой радиофизики радиофизического факультета ТГУ.

## Исследовательская деятельность
Более 10 лет профессор Якубов занимался организацией исследований околоземного и космического пространства с использованием автоматических космических станций серии «Венера». К примеру, под его руководством был поставлен уникальный эксперимент по исследованию свойств межпланетной и околосолнечной плазмы в области формирования солнечного ветра, основываясь на данных сверхбольшебазовой узкополосной радиоинтерферометрии. Задействовав два Центра дальней космической связи с пространственным разнесением более семи тысяч километров (в Уссурийске и Евпатории), а также — восемь космических аппаратов «Венера» был получен большой объём высокоточной информации о механизмах солнечно-земных связей и свойствах солнечного ветра в области его ускорения. Кроме этого, на основе опыта изучения Земли с помощью искусственных спутников, им был разработан ряд передовых методов дистанционного зондирования неоднородных сред и объектов. Математические алгоритмы, созданные на базе регуляризационных схем, позволили существенно расширить область решаемых обратных задач, обеспечив при этом максимизацию количества извлекаемой информации из зашумлённых экспериментальных данных. В 2001 году, эта идея была представлена в виде автоматизированного радиоволнового томографа, который был удостоен золотой медали Российской академии наук. Под руководством Якубова защищено 12 кандидатских и 3 докторских диссертаций. Неоднократно работал по приглашению в Германии (Магдебург, Саарбрюккен) и Японии (Сендай).

### Избранные публикации
- Якубов В. П. Основы электродинамики излучения и его взаимодействия с веществом: учебное пособие для вузов по специальности 010801 «Радиофизика и электроника». — Издательство научно-технической литературы, 2010. — 292 с. — ISBN 589503442X.
- Яковлев О. И., Якубов В. П. и др. Распространение радиоволн. — М.: ЛЕНАНД, 2009. — 496 с. — ISBN 5971001833.
- Шиховцов И. В., Якубов В. П. Статистическая радиофизика. — Новосибирск: Издательство Новосибирского университета, 2011. — 156 с. — ISBN 589503442X. Архивировано 10 сентября 2016 года.
- Якубов В. П. Доплеровская сверхбольшебазовая интерферометрия. — Томск: Водолей, 1997. — 246 с. — ISBN 5-7511-0828-0.
- Якубов В. П., Славгородский С. А. Модель радиоволнового томографа (рус.) // Журнал радиоэлектроники. — 2001. — № 9.
- Якубов В. П., Лосев Д. В., Мальцев А. И. Диагностика нелинейностей по возмущениям рассеянного поля (рус.) // Известия вузов. Радиофизика.. — 2000. — Т. 43, № 7.
- Клоков А. В., Юрченко В. И., Шипилов С. Э., Якубов В. П. Разработка системы технического зрения для роботов на основе радиовидения с использованием фокусирующих линз Люнеберга (рус.) // Труды СПИИРАН. — 2016. — Вып. 45. — С. 130—140.
- Якубов В. П., Шипилов С. Э., Сатаров Р. Н., Юрченко А. В. Дистанционная сверхширокополосная томография нелинейных радиоэлектронных элементов (рус.) // Журнал технической физики. — 2015. — Т. 85, вып. 2. — С. 122—125.
- Якубов В. П., Шипилов С. Э., Суханов Д. Я., Клоков А. В. Радиоволновая томография: достижения и перспективы (рус.) // Журнал технической физики. — Томск: НТЛ, 2014. — Т. 85, вып. 2. — С. 264 с.. — ISBN 978-5-89503-535-1.

## Награды и регалии
- 1986 год — серебряная медаль ВДНХ СССР,
- 1996 год — медаль имени Ю. Гагарина Федерации космонавтики России,
- 1997 год — Член-корреспондент Метрологической академии Российской федерации
- 1998 год — медаль «За заслуги перед Томским государственным университетом»
- 2001 год — лауреат конкурса Томской области в сфере образования и науки
- 2001 год — Член-корреспондент Международной академии высшей школы
- 2003 год — звание Почетный работник высшего профессионального образования Российской Федерации
- 2007 год — Академик Российской академии естественных наук
- 2008 год — звание Заслуженный работник высшего профессионального образования РФ
- 2009 год — Орден им. К. Э. Циолковского Федерации космонавтики России
- 2011 год — Золотая Медаль Международной выставки «ИНТЕРПОЛИТЕХ-2011»
- 2012 год — Медаль Томского государственного университета им. Д. И. Менделеева
- 2013 год — звание Почетный работник науки и техники Российской Федерации
- 2013 год — лауреат конкурса Томской области в сфере образования и науки
- 2015 год — Медаль «70 лет Томской области»
- 2015 год — победитель конкурса стипендии Губернатора Томской области для профессоров
- 2015 год — Золотая Медаль Международной выставки «ИНТЕРПОЛИТЕХ-2015»
- 2018 год — Медаль «За доблестный труд в Томском государственном университете» II степени
- 2018 год — Заслуженный профессор Томского государственного университета